# Iubiri secrete
Iubiri secrete este o telenovelă românească, a cărei premieră a avut loc la data de 3 ianuarie 2011 difuzată pe postul de televiziune Prima TV.

## Povestea
În jurul familiei Mariș se creează o serie de povești spectaculoase, pline de suspans și neprevăzut.

### Sezonul 1
Primul sezon prezintă viața familiei Mariș, o familie foarte bogată ce trăiește în lux. Eugen Mariș este cel care are toată averea: terenurile, restaurantul familiei și frumoasa vilă de la Snagov, care se poate numi și un palat. Dar fiecare vor să pună mâna pe banii bătrânului Mariș. Atentează la averea familiei prima dată Delia, Mădălin, Mircea, clanul Mamiron, Diana și Anda. Ei vor avea însă, din cauza bogăției, numeroase probleme cu oameni care vor să le ia banii. Eugen revine acasă după 2 săptămâni de stat în spital după un infarct. Geta, menajera familiei, este mama adoptivă a lui Mădălin. Laura este secretara lui Mircea, care este și în același timp, si amanta lui de 3 ani, cu care are o fetiță pe nume Alexandra. Delia, iubita lui Radu, este mână în mână cu Mădălin, un fost pușcăriaș a cărui mamă este menajeră în casă. Scopul lui Mădălin este de a pune mâna pe banii familiei. Pe lângă ei vor mai avea probleme cu soțul Valeriei, Mircea, care nu își iubește familia și vrea doar averea. Problemele vor fi și din cauza lui Eugen, în jurul căruia se învârt multe fete tinere care îi vor banii, dar el nu realizează acest lucru. Maria, iubita lui Andrei, îi face cunoștință lui Eugen cu Anda, care este verișoara ei, ca să-l îngrijească. La scurt timp, Ea devine iubita lui, și acesta îi dă să administreze restaurantul familiei. Între timp, ea este în conflict cu Delia, iubita lui Radu, dar nu o împiedică să pună mâna pe averea Mariș. La scurt timp, se îndrăgostește de Mădălin, și o lasă pe Delia, și vor să pună mâna amândoi pe banii lui Eugen. Insă, Mădălin o folosește pe Delia, și se combină cu Anda, acutuala iubită a lui Eugen. După ce Delia îi dă în vileag, și Eugen o prinde pe Anda cu Mădălin, Eugen decide să divorțeze de ea dându-i suma de 100.000 de mii de euro. Ea nu acceptă, deoarece a făcut un plan cu Mădălin să pună mțna pe toată averea familiei Mariș. Știind că averea este trecută pe numele Valeriei, Mădălin decide să o omoare. Geta, mama sa adoptivă îl oprește și îi spune că este mama sa biologică. După încercările sale eșuate de a o face pe cel rău, într o zi, după cateva vorbe spuse de Andrei, l-au schimbat pe Mădălin ca să devina un om mai bun. Și să realizeze că a greșit mult față de ei . El doreste să se schimbe și să îndrepte tot răul facut. 
La final, Mădălin este învins și devine bun și devotat familiei Mariș, familia lui adevărată, iar Andrei și Maria după multe întâmplări proaste devin soț și soție.

### Sezonul 2
Mădălin se îndrăgostește de noua iubită a lui Eugen, Diana, și se gândește să o părăsească pe Anda cum a părăsit-o pe Delia. Delia o informează pe Anda și se adeverește. Delia îi salveaza viața Andei. Și cele două rivale devin foarte bune prietene și îl trimit pe Madalin în închisoare. Radu se desparte de Delia, intre timp la Snagov vine un baiat care pretinde ca este fiul lui Radu acest lucru se adevereste.Iulia sora fratiilor Mamiron il sileste pe Radu sa faca nunta cu ea. Madalin intervine si il apara pe Radu.Insa nu poate face nimic dupa tipete, zgomote si pistoale se duce acasa nervous si ii aude pe Vlad si Anda cum pun la cale un plan diabolic sa ia averea acesta se infurie si ii ameninta cu pistol il. Valeria vine in graba acasa sa il linisteasca. Insa el iei doreste sa isi apere familia cu orice pret si simtnte ca este neputincios si ii pare rau de raul facut familiei sale. Acest baiat pe nume Ionut in varsta de 11 ani cu mama sa Clara. Incearca sa isi faca o familie cu el de dragul copilului dar Radu o inseala cu nimeni alta decat Delia. Si acolo se termina tot si pleaca in cautarea unui job inafara țării. In viața familiei Mariș apare Vlad fiul nelegitim a lui Eugen Mariș. La început pare sa aibă intenții bune și vine în casa ca psihologul Mariei dar el de fapt are un plan diabolic de a pune mâna pe toată averea și a îi arunca în stradă pe Mariș. Se împrietenește cu Diana care are aceleași intenții și complotează sa distrugă cuplul Maria și Andrei și chiar le reușește după combinația lor. Vlad îi dă Mariei niște pastile sa o agite în același timp îl îmbată pe Andrei și Maria îi surprinde pe Andrei și Diana în niște ipostaze intime.Maria fiind foarte furioasa îi baga cuțitul în mana Dianei. Vlad face în asa fel încât Maria sa ajungă în închisoare. Diana îl șantajeze pe Andrei sa se culce cu ea ca sa retragă plângerea ca sa poată Maria sa fie libera, iar acesta impins de situatie o face,totul pentru Maria. Tot Vlad o ajuta pe Maria sa iasa din închisoare si tot el este cel care îi spune ce s-a întâmplat si decide sa divorțeze de Andrei. În episodul 22 Anda îi ia cele 25 la sută de acțiuni ale lui Mircea. Dupa un timp vine Irina fosta iubita a lui Radu acesta fiind prietena cu Diana și știa ce pune la cale ea cu Vlad și se hotărăște  să  îi spună Mariei adevărul despre Andrei si depre șantaj. Maria se hotărăște sa se despartă de Vlad și sa îi dea o șansă lui Andrei. Intre timp el si cu Madalin sunt arestati pentru disparitia Dianei. Vlad se gândește sa o însele pe Diana cu Anda. Si aceasta il ameninta pe Vlad ca îi spune totul Mariei el o ia in padure si vrea sa o împuste. Intre timp Vlad fiind indragostit de Maria pana la obsesie nu accepta despărțirea si da cu masina peste mama Mariei, Cornelia. Aceasta are nevoie de o operatie foarte scumpa de 400.000 de euro si el se hotareste sa o achite. Si o obliga pe Maria sa se casatoreasca cu el altfel nu plateste cea de a doua operație. Anda vrea sa îi ia si cele 25 de actiuni ale lui Mircea si nu stie cum. Dupa o vreme apare sora Deliei, Raluca cele doua au in comun sa o razbune pe Delia si devin foarte bune prietene. Raluca îi spune planul Andei cum sa îi ia actiunile lui Mircea facand o nunta artificiala si in loc sa semneze actele de casatorie va semna actiunile care i le va da ei. Madalin îi cere jumatate din partea pe care îi va lua lu Mircea. Radu vrea sa se casatoreasca cu o fata Irina care este venita din provincie si Iulia fosta menajera a familie le pune bețe in roate i-a pus Irinei laxative in sampanie iar Radu a picat la mijloc si a baut el.Nunta a fost amânata si Raluca le-a stricat nunta razbunand-o pe Delia. Lângă el, mai sunt și cei din clanul Mamiron care vor sa pună mâna pe acțiunile firmei lui Eugen.Raluca vrea sa se razbune pe clanul Mamiron pentru ca i-a făcut rău Deliei ajunge sa se căsătorească cu Iani iar după nunta o prinde sarutandu-se cu Sorin, fratele lui. Dar după toate astea Raluca si Sorin traiesc o frumoasa poveste de dragoste cum nu a mai fost. La final Vlad care a manipulat-o pe Maria este distrus iar Maria și Andrei se împacă pentru totdeauna iar totul se termină cu bine.

### Sezonul 3
În acest sezon apare Victor Stoian, un bărbat din trecutul Valeriei care spune că din cauza Valeriei a ajuns pe nedrept în pușcărie la 18 ani deoarece ea spune ca ar fi violat-o. Acesta își dorește sa o vadă pe Valeria cum suferă si vrea sa o facă sa sufere prin intermediul copiilor ei. Iulia și Sorin afla ca nu sunt frati asa ca pleca din casa lui Iani. Iani vrea sa se razbune si îi chema pe Iulia si Sorin pana si pe Raluca spunându-le ca va acorda divortul. Si le organizeaza nunta dupa o răpește si o lasa într-un camp. Apoi vin oamnenii lui Victor Stoian si o răpesc. Sorin crede ca Iani e de vina si decide sa il de-a pe mana politiei. Dupa mult timp Delia reapare dar si-a pierdut memoria. Si dornica de razbunare. Dupa disparitia Ralucai Delia si Sorin se indragostesc si raman un cuplu sunt siliti de Victor Stoian sa faca un cuplu si Raluca reapare si îi vede. La final, Victor Stoian sfârșește toate lucrurile, Delia și Radu redevin un cuplu, Sorin și Raluca se împacă, Mădălin, fiul lui Victor Stoian este din nou erou și își baga tatal la închisoare.

### Sezonul 4
În sezonul 4 va apărea Damian, un bărbat misterios cu fața bandajată care este adevăratul agresor al Valeriei și care dorește sa se răzbune pe Victor Stoian și pe copiii lui. El afla ca Iulia si Capone sunt copii lui care au fost răpiți cand erau mici. Raluca în căutarea planurilor de răzbunare se duce la scoala de dans a Simonei unde se afla și Daniel, celalalt fiu al lui Damian și el se îndragosteste de ea pe loc. Ea s-a furișat într-un birou ca sa caute niste acte compromițătoare ca sa se răzbune. Daniel a urmărit-o iar ea sa scape de el il saruta pe gat. La nunta ei cu a lui Sorin, Daniel ii strica nunta și îi trimite poze cu ea cand il sărută. Sorin o da afara pe Raluca chiar inainte sa spuna DA! Victor Stoian se împacă cu Valeria și devine un om bun după ce este la un pas de moarte și se alătură familiei Mariș luptându-se împotriva lui Damian alături de fiul său, Mădălin. Radu Și Ionuț, Iani și Tauru și familia Voicu este obsedată de Estoniu o substanță destul de scumpa pe piața neagră. Damian era un om al științei si a descoperit in ani '70 cum sa faca opertie estetică. Daniel ca sa o faca pe Raluca sa fie cu el ii da prin cap sa isi faca chiar el operație estetica si sa se transforme in Sorin, iar pe Sorin sa il transforme in Daniel ca atunci ca il va vedea Raluca nu o sa vrea sa se apropie de el. Radu se îndrăgostește serios de Cristina profesoară lui Ionuț fiind la final un om echilibrat fără să mai alerge după toate bunăciunile.

### Sezonul 5
Radu se trezește din comă și află ca totul pană acum a fost visul lui iar Valeria nu îi este mamă ci mătușă iar Ionuț nu îi este fiu ci frate. Și mai află ca el nu era un gagicar ci un tocilar virgin. Damian l-a împușcat deoarece aflase un secret din clanul lui mafiot. Sezonul prezintă lupta dintre familia Mariș și Damian. În sezonul 5 Damian devine șeful organizației după ce își omoară tatal si fratele. Pe tatal lui, Vladimir, la omorât ca i-a ascuns adevărul si nu i-a spus ca este înfiat iar pe fratele lui, Tudor, soțul Valeriei, la omorât deoarece tatăl lor la numit pe Tudor seful organizației și nu pe el. Damian se îndrăgostește de Natalia care caută să caute răzbunare pentru că Damian i-a făcut rău. Organizația aceasta se ocupa cu traficul de organe si prostituție, paravanul acestei organizații era o agenție de fotomodele condusa de Tudor Maris si fiul sa Madalin, ei selectau fetele iar Damian cu Daniel le ducea in Germania la oameni lor iar Natalia a fost una dintre victime. Dusa la hotel de catre Damian acesta a vrut sa o violeze, ea sa apărat si la intepat cu cuțitul iar el a împușcat-o si la pus pe Sorin sa o îngroape, acesta văzând ca ea mai respira a chemat ambulanta.
In spital s-a transformat într-o altă persoană si a jurat sa se razbune pe Damian. Intre timp Radu pentru a o obține pe Didi se deghizează în Rodica iar Dodel un băiat din sat sa îndrăgostit de el, Radu ca sa scape de el a spus Rodica a murit. Dupa moartea Rodicăi, Dodel se hotărăște sa candideze pentru primar. Pe langa el mai candidau si Iani si Radu. Iar în sezonul 5 Madalin afla ca Tudor nu era tatal lui ci Damian era, dușmanul lui. Vladimir când era la conducerea organizației era pasionat de știință și a descoperit un ser(elixir) care avea mai multe calități: punea sa te întinerească, dacă un om era decedat de puțin timp te readucea la viață, îți puteai pierde memoria. Iar Vladimir înainte sa moarta sa injectat cu acest ser a întinerit și a vrut să se răzbune pe fiul sa Damian ca l-a omorât.
Acest sezon prezintă realitatea după "visul lui Radu" adică sezoanele 1-4.

### Sezonul 6
În serial apare araboaica Zuleya Benjabar sau Zorica Tănase, fiica lui Eugen a cărei mamă a fost părăsită de Eugen cu ea în pântece. Tot ce vrea este sa se răzbune pe Eugen și familia lui va suferi din această cauză. În sezonul 6 Damian vrea să o distrugă pe Zuleya pentru ca i-a luat averea si l-a lăsat orb dar si Zuleya vrea sa se răzbune pe Damian pentru ca in tinerețe a vândut-o unor arabi care și-au batut joc de ea si au trimis-o in bornel. În acest sezon mai aflam ca mama lui Sorin si a lui Daniel, fii lui Damian, este nimeni alta decât Zuleya. Aceasta se deghizează într-o femeie de la protecția copilului pe nume Maria Popescu si se infiltreză 
în familia Mariș si se îndrăgostește de Mădălin. În realitate Zuleya se numește Zorica Tănase care vrea sa se răzbune pe Eugen Mariș și pe Damian Voicu pentru tot raul care l-au făcut. În acest sezon Iani iese primar și își găsește mama pe nume Comenta care era si mama Zuleey și Radu devine gigolo și viceprimar și scapă de virginitate cu ajutorul Simonei. În sezonul 6 Mădălin și Ioana fac orice ca să o găsească pe Andreea care a fost răpită de Zuleya dar Andrei este convins că nu mai trăiește. Se afla ca mama Nataliei este Valeria. Spre finalul sezonului apare Sunia trimisa de către Consiliu din Arabia Saudită subalternii Zuleey sa o oprească pe Zuleya din răzbunarea și sa se întoarcă acasă, Sunia se îndrăgostește și ea de Mădălin și el de ea. Dar Zuleya nu permite asta și vrea sa o omoare dar atunci afla ca Sunia este de fapt fiică ei cu a soțului ei decedat Sallah Benjabar. Damian devine mai bun și se căiește pentru răul făcut și se alătură familiei Mariș cu ajutorul Zuleey.

### Sezonul 7
Ultimul sezon prezintă aventurile familiei Mariș în lupta cu un nou dușman: șeful consiliului si șeful suprem al Zuleey. În sezonul 7 Ali este Sallah Binjabar fostul sot al Zuleey care s-a întors sub forma unui om mai periculos care vrea să se răzbune pe Damian. În ultimul sezon Iani își găsește și tatăl Pardalian și Ali se îndrăgostește de Larisa fiică lui Pardalian care devine bolnavă. În acest sezon Zuleya este soția lui Ali reabilitată și se reintegrează în societate și își găsește liniștea sufletească. Din păcate Damian află că Daniel nu este fiul lui natural și este adoptat. Tatăl lui Daniel și al Suniei este Sallah sau Aly. Dragostea dintre Sunia și Mădălin nu va dura mult deoarece Ali vrea cu orice preț sa pună capăt relației dintre ei. Nu accepta ca fata lui sa fie împreună cu un creștin.
În sezonul 7 finalul telenovelei este evident și Daniel se îndrăgostește de Tania, o fata care a cunoscut-o într-un bar. Iani și Tauru devin călugări iar Ali moare împușcat de fiul lui Daniel.Radu și Ionuț află că au origini arabe și sunt nepoții lui Aly, tatăl lui Radu și Ionuț este fratele lui Aly Muhammad Hassan Albarracath care locuiește în Roma unde se angajează Ioana pentru a avea un trai bun în Italia cu Andrei, Muhammad este într-un scaun cu rotile și are amnezie și a stat 10 ani în comă. Iar Radu și Ionuț devin arabi și își creează un harrem.
Și aici se încheie aventurile frumoase ale familiei Mariș.

## Personaje
- Eugen Mariș - George Simion, capul familiei, are 65 de ani și a moștenit după revoluție mai multe clădiri, devenind peste noapte foarte bogat. Acum toți membrii familiei sunt alături de el, sperând că într-o zi vor primi o frumoasă moștenire. Cu multe transformări Eugen este alifia familiei și îi potolește pe toți și este capul familiei, un om inteligent care datorită bunătății reușește să reziste la celelalte personaje de a le sufla avarul și reușește să se mute la țară cu Familia Mariș iar după visul lui Radu, a devenit preot.

- Anda Popescu - Aniela Doinea, venita de la Onești la București acesta voia sa își găsească un bărbat cu bani și a dat peste Eugen. Acesta s-a îndrăgostit de Anda din prima secundă dar aceasta îi doarea doar banii lui.

- Valeria Mariș - Carmen Prodan, unica fiică a lui Eugen, este o femeie dispusă să facă sacrificii pentru unitatea familiei. Ea a trebuit să închidă ochii de multe ori, în fața unor presupuse infidelități ale soțului pentru a nu-și distruge căsnicia. De multe ori este puțin irascibilă, este o femeie de treabă care face orice pentru familia ei și îl ajută să treacă peste greutăți.

- Vlad Dumitrescu - Romeo Visca, fiul nelegitim al lui Eugen, vine din Cluj Napoca si este Comisar Sef la o secție de Politie din Bucuresti. Acesta da peste cap toate planurile Familiei Mariș în dorința sa de răzbunare. Vlad îi păcălește pe toți că este polițist și îi transferă averea și casa lui Eugen pe numele lui și îi lasă pe familia Mariș fără casă și bani și să se mute la un sat de lângă Snagov și să vadă cum trăiesc oamenii obișnuiți fără bogăție. Se dovedește că Vlad Dumitrescu este de fapt în realitate omul lui Victor Stoian care îi detestă pe Mariși și ar face orice ca să îi distrugă.

- Mircea Mariș - Marian Popescu, soțul Valeriei, iubește la fel de mult femeile și aventurile ca și socrul său, deși este căsătorit și are doi fii. Pe Valeria n-o mai iubește demult, dar nu îndrăznește să-i spună acest lucru, pentru că asta ar însemna să-și ia adio de la averea tatălui ei. Mircea este perfid și răutăcios cu Mariș și o înșeală pe Valeria cu Laura, secretara lui, și îi ajută pe Mariș să descopere cum este el în realitate. În sezonul 2, după ce pierde tot, inclusiv sănătatea medicală după ce află că familia Mariș a pierdut averea, se schimbă și vrea să fie alături de familie și le dovedește familiei că vrea să fie un om cu bun simț, chiar dacă nu sunt bani mulți.

- Andrei Mariș - Cătălin Stănciulescu, este fiul cel mare al Valeriei. Tânărul a terminat Facultatea de Drept, este un băiat serios și conștiincios. El n-a moștenit gena de afemeiat de la tată sau bunic, având doar o iubită, pe Maria, pe care o iubește enorm. Andrei dupa un teribil accident ajunge invalid într-un scaun cu rotile. El a incercat sa o îndepărteze pe Maria de el ca sa nu fie prizonera în viata lui. Aceasta în urma despărțirii de Andrei se călugărește si isi pierde si memoria. După ceva timp, Andrei își dă seama că a făcut o greșeală și încearcă sa o recucerească din nou pe Maria. Aceasta începe să se reîndrăgostească de Andrei pas cu pas, și după o noapte de dragoste intensă Maria își recăpăta memoria și îl iartă pe Andrei. După mai multe obstacole, Andrei se căsătorește cu Maria. În sezonul 2, Andrei face mai multe exerciții fizice împreună cu Takeshi, și de la scaunul cu rotile trece la cadrul metalic. După recuperare Andrei trece la cârje metalice, iar după mai multe ședințe de terapie Andrei poate să meargă din nou în picioare și să devină Andrei înainte de accidentul de mașină cu ajutorul lui Takeshi, japonezul. În sezonul 2 Andrei îi acordă atenție Dianei care se îndrăgostește de el și începe să îi facă avansuri, iar Andrei îi cade în plasă. Andrei intră în închisoare și evadează împreună cu Mădălin. Iar la finalul sezonului Andrei o salvează pe Maria de Vlad și contribuie la arestarea lui Vlad Dumitrescu Mariș. Și pleacă cu Maria în Franța. În sezonul 5 se îndrăgostește de Ioana care are rival pe fratele lui, Mădălin. Iar în sezonul 6 Andrei și Ioana au un copil, pe Andreea, iar după ce este răpită de Zuleya o regăsește după aproape doi ani. Iar în sezonul 7 Andrei se mută cu Ioana și Andreea în Roma pentru o viață mai liniștită. Andrei Mariș este în realitate actorul Cătălin Stănciulescu care este și regizor, și are un canal de YouTube numit Backpackyourlife și călătorește prin diferite țări ale lumii și postează pe canal vloguri de călătorie din 2016. La 2 ani după încheierea telenovelei Iubiri secrete.  În prezent Andrei Mariș are 37 de ani.

- Radu Mariș - Alin Brancu, este fiul mai mic al lui Mircea și al Valeriei. Tânărul este foarte diferit de fratele său. Își petrece cea mai mare parte din timp, prin oraș, în cluburi, însoțit de femei care nu vor altceva decât să profite de banii lui. De asemenea, tânărul are o mare pasiune pentru cursele ilegale de mașini și a avut antecedente legate de consumul de droguri. În sezonul 5 acesta devine un virginel și rad toate fetele de el.

- Delia Dragnea - Anca Tivadar, este iubita lui Radu,care în particular e si iubita lui Madalin. Aceasta sta cu Radu doar pentru bani lui dar dupa ce se despart, ea isi da seama ca ii lipsește si chiar tine la el. Este o fata din Galați frumoasă, bruneta și înaltă. Dintr-o nebunie ajunge sa se căsătorească cu un interlop care nu îl iubește, dar dupa căsătorie il baga la închisoare si ii trimite si actele de divorț. Dar din dorința de al recuceri pe Radu era dispusă sa faca orice si pana la urma acesta ajunge sa dispară din povestea noastră și revine în sezonul 3 cu memoria ștersa și încearcă sa se răzbune pe cei care i-au facut rau. Acesta se reîmpacă un timp cu Radu dar din păcate se desparte de el pentru ca la prins în fapt cu fata și dispare de tot din poveste.

- Mădălin - Bogdan Marchidanu, este fiul adoptiv al Getei (menajera fam. Mariș). Din lipsa banilor Mădălin ii urăște pe cei de familia Mariș și vrea sa le ia toți banii împreună cu Anda (iubita lui Eugen). La vârsta de 29 de ani afla ca Valeria Mariș este mama lui naturală, la început a urat-o, deoarece el a crezut ca Valeria l-a părăsit și l-a lăsat în sărăcie, dar după ceva timp el a început sa ii iubească pe toți membrii familiei Mariș mai mult decât viata lui. El ajunge la închisoare de multe ori dar tot ce făcea era sa îți protejeze familia.

- Ioana - Cristina Gavriloiu, este o măicuța de la Mănăstirea din satul în care s-a mutat familia Mariș. Aceasta suferă de sindromul herbert și are nevoie urgent de un transplant de măduva din partea unui membru al familiei dar din păcate ea era orfana. După scurt timp afla ca Valeria este mama ei și se face bine. În tot acest timp alături de ea a fost iubitul ei Ștefan acesta fiind fiul lui Victor Stoian. În sezonul 5 aceasta se îndrăgostește de Andrei dar Andrei era cuplat cu alt cineva și asta o arunca în bratele lui Mădălin fratele acestuia. Totuși ca nu îl iubește, din datorie morală ca Mădălin i-a salvat viața s-a căsătorit cu el, dar tot la Andrei îi era gândul.

- Stefan - Ovidiu Iacob, este fiul lui Victor Stoian și viitorul soț al Andei. Dar când vor sa se căsătorească religios acesta o cunoaște pe Ioana și s-a îndrăgostit de ea.

- Victor Stoian - Mircea Drâmbăreanu, este fostul iubit al Valeriei din tinerețe. Aceasta a crezut ca el a violat-o și l-a băgat în închisoare nevinovat. El în toți acești ani a turbat de furie și a jurat sa se răzbune pe familia Mariș.

- Simona Grigore - Luisa Purdescu, este o polițistă sub acoperire și se infiltreză în familia Mariș, aici îl întâlnește pe Radu, marea ei iubire din adolescență. Dar aceasta era împreună de fapt cu Victor Stoian, pusă de el sa ii distrugă pe Mariș. În sezonul 5 aceasta este iubita lui Andrei dar în același timp și spioana lui Damian, rivalul familie Mariș.O fata fina, mereu isi dorea bani si putere, lipsita de caracter si puternica, mana dreapta a Zuleei si prietena sa si cea la care se confessa

- Iani Mamiron - Iani Gheorghe, este șeful Clanului Mamiron și tot odata fratele mai mare. Pe dinafară un tiran si pe dinăuntru un violonist cu suflet. În sezonul 5 se însoară cu o fata crezând el ca ea e bogata și îl va scoate și pe el din sărăcie dar din păcate și ea era la fel de săracă.

- Sorin Mamiron - Gabriel Mamiron, este fratele mijlociu al clanului Mamiron. Un bărbat care lupta pentru dragoste, un bărbat foarte frumos și romantic.  În sezonul 5 acesta nu mai face parte din Familia Mamiron, ci din Familia Voicu.

- Raluca Dragnea - Emanuela Radu, este sora mai mica a Deliei venind în București sa își caute sora dispărută aceasta se îndrăgostește chiar de fostul soț al Deliei, Sorin, acesta fiind acuzat împreună cu familia sa de dispariția Deliei. Raluca jura ca îi va distruge pe toți cei care a făcut-o pe Delia sa sufere. Dar însă dragostea ei pentru Sorin a fost mai puternică decât răzbunare.

- Iulia - Loredana Rudaru, este o copilă de 18 ani care vrea sa se angajeze în casăa Mariș ca menajera dar îl întâlnește pe Radu și se îndrăgostește de el, dar Radu fiind un fustangiu, el dorea doar sa se culce cu ea și atât, nimic serios. Mădălin se îndrăgostește de ea dar ea fiind neinteresată. Mădălin era îndrăgostit nebunește de ea dar atunci când a afla ca ea l-a mințit si este de fapt sora mai mica a clanului Mamiron dușmanii lui și a familiei Mariș toate sentimentele lui s-au spulberat. După o vreme când vede ca Radu nu o iubește și ca o înșeală cu toate femeile, ea se îndrăgostească de Mădălin și îi salvează chiar și viața din mana fraților ei, însă Mădălin numai simțea nimic pentru ea dar a ales sa fie cu ea din datorie morală. Însă el era îndrăgostit de Simona iubita lui Radu. După ce și-a dat seama ca Simona e o parșivă se întoarce la Iulia. Dar dragostea lor nu va tine mult deoarece în sezonul 4 Iulia afla ca familia ei nu este Clanul Mamiron ci Familia Voicu aceasta având un conflict mai vechi cu familia Mariș și ei doi erau forțați sa se despartă. În sezonul 5 după visul lui Radu, Iulia crede ca a găsit un bărbat cu foarte mulți bani și devine soția lui Iani Mamiron acesta fiind în realitate sărac lipit pământul și având și 2 copii.

- Capone (Cătălin) - Adrian Danis, este un prietenul și tovarășul lui Mădălin. Acesta afla ca de fapt nu este orfan și face parte dintr-o familie aceasta fiind familia Voicu, familia din care facea parte si Iulia. Intre Madalin si Capone s-a ivit un conflict din cauza neînțelegeri dintre familia Mariș și familia Voicu. Începând cu sezonul 5 dupa visul lui Radu, Capone nu mai facea parte din Familia Voicu și el ura foarte mult aceasta familie.

- Daniel Voicu - Amir Gawabreh, este fratele mai mare a lui Capone și al Iuliei. Este un om fără scrupule și ar călca și pe cadavre sa obțină ce vrea. El nu are nici o problema cu ucisul oamenilor și îi omoară fără sa clipească. Însă face o obsesie nebuneasca pentru Raluca, iubita lui Sorin. În sezonul 5 fratele lui numai este Capone ci chiar Sorin.

- Damian Voicu - Mircea Drâmbăreanu, este tatăl lui Capone, Daniel si al Iuliei. Un om foarte periculos și nemilos. Din dorința de răzbunare pentru Victor Stoian acesta nu are limite de oprire. În sezonul 5 acesta are în plin plan ca și copii pe Daniel și pe Sorin. Acesta vrea sa se răzbune pe tatăl lui Vladimir pentru ca i-a ascuns adevărul și nu i-a spus ca este înfiat.

- Tauru' (Ionuț Stroe) - Iulian Văduva, este omul de încredere a lui Iani și este ca și fratele lui. În sezonul 5 el devine fiul lui Iani.

- Zuleya Binjabar(Zorica Tănase) - Eugenia Șerban apare în sezonul 6 ca o femeie musulmană care este insetată de răzbunare, ea vrea sa se răzbune pe Eugen Mariș și pe Damian Voicu.

- Ionuț Mariș - Matei Huidu, este fiul Radu cu al Clarei. Radu se trezește cu Clara in fata usi dupa 11 ani si ii spune ca Ionuț este fiul lui. La început a fost greu lui Radu si lui Ionut cu ideea ca sunt tata si fiu dar dupa s-au împrietenit iar în sezonul 5 este fratele lui.

- Comisarul Adrian Coman - Radu Virgil este polițistul bun din serial. Acesta încercând sa se ocupe de cazul familiei Mariș legat de accidentul lui Andrei acesta afla ca este tatăl lui. În sezonul 5 nu mai este tatăl lui Andrei dar tot este polițistul bun.

- Roxana - Sabina Săndică apare în sezonul 4 ca soție a lui Damian și mama vitregă a Iuliei și a lui Daniel și Capone dar aceasta se îndrăgostește de Mădălin și alege sa îl părăsească pe Damian pentru dragoste ei. Durerea mare a fost atunci când afla ca Mădălin este viitorul soț al Iuliei și stătea în aceeași casa cu el. În sezonul 5 aceasta va fi spioana lui Damian în firma de modeling a familiei Mariș. Însă aceasta vrea sa se răzbune pe Damian care a omorât-o pe sora sa, Nicoleta.

- Sunya - Izabela Șerban este trimisa în sezonul 6 de către Consiliu din Arabia Saudită subalternii Zuleey sa o oprească pe Zuleya din răzbunarea și sa se întoarcă acasă, Sunia se îndrăgostește și ea de Mădălin și el de ea. La finalul sezonului afla ca mama ei este Zuleya.

- Laura - Raluca Tonea este secreta lui Mircea și tot o data amanta lui de 3 care are și o fetiță cu el, Alexandra.

- Irina - Natalia Cebanu este o fata cuminte venită din provincie ca să studieze la București. Eugen fiind prieten bun cu tatăl ei, s-a oferit sa stea în casă lor. Iar Radu se îndrăgostește de ea.

- Maria - Raluca Culda este iubita lui Andrei. O fată foarte cuminte care îl iubește cu adevărat pe Andrei și a fost alături de el și în situație grele.

- Aly/Sallah Binjabar - Alexandru Georgescu este șeful consiliului și șeful Zuleey suprem.

- Fatima - Alexandra Aga este a doua soție a lui Aly care o urăște pe Zuleya și încearcă sa ii facă numai rău.

- Pardalian - Ion Haiduc apare în sezonul 7 ca și tatăl lui Iani.

- Cometa - Maria Teslaru apare în sezonul 6 ca și mama lui Iani și a Zuleey. Ea este vrăjitoare satului.

- Larisa - Francesca Ilie este fata lui Pardalian care s-a îndrăgostit de iubitul celei mai bune prietene, Sorin.

- Natalia - Andreea Chitu este prietena Ioanei în sezonul 5. Acesta a fost una dintre victimele lui Damian. Și ea a jurat sa se răzbune pe Damian și se îndrăgostește de fiul lui Sorin.

## Difuzare
| Sezon     | Episoade | Premieră sezon     | Final sezon       |
| --------- | -------- | ------------------ | ----------------- |
| Sezonul 1 | 73       | 2 ianuarie 2011    | 15 iunie 2011     |
| Sezonul 2 | 48       | 12 septembrie 2011 | 28 decembrie 2011 |
| Sezonul 3 | 45       | 20 februarie 2012  | 30 mai 2012       |
| Sezonul 4 | 47       | 17 septembrie 2012 | 26 decembrie 2012 |
| Sezonul 5 | 45       | 25 februarie 2013  | 5 iunie 2013      |
| Sezonul 6 | 45       | 9 septembrie 2013  | 18 decembrie 2013 |
| Sezonul 7 | 20       | 13 octombrie 2014  | 16 decembrie 2014 |